# 貧齒新脊介
貧齒新脊介（学名：Neonesidea oligodonta）为土菱介科新脊介屬下的一个种。